# Лямблія
Лямблія (Giardia) — рід найпростіших, паразитів хребетних і деяких безхребетних, який налічує понад 100 видів. Giardia lamblia є паразитом людини, збудником лямбліозу.

## Етимологія
Українська назва походить від прізвища Вілема Душана Лямбля, який описав збудника лямбліозу (1859). Щоправда, він вважав його представником церкомонад і назвав Cercomonas intestinalis.
Латиною рід названо на честь французького біолога Альфреда Матьє Жіара, який першим описав збудника лямбліозу як представника окремого роду. Сучасну назву (Giardia lamblia) збудник отримав 1915 року.

## Морфологія та фізіологія
Вегетативна форма являє собою організм грушоподібної форми, що розділена за поздовжною віссю опорним утворенням — аксостилем. У передній частині тіла перебувають два ядра. Протоплазма не містить вакуолей, є фібрили, які виконують опорну функцію. Мітохондрії та комплекс Гольджі відсутні, дихання анаеробне. На тупому кінці є дископодібне вдавлення — присоска, за допомогою якої лямблія прикріплюється до епітелію тонкої кишки. Розміри паразита 10 — 20 мкм завдовжки та 5 — 15 мкм завширшки. Рух здійснюється за допомогою чотирьох пар джгутиків.
У товстій кишці людини лямблії утворюють овальні цисти 8—12 мкм завдовжки та 3— 10 мкм завширшки. Вони оточені хітиновою оболонкою та містять 2 — 4 ядра.

## Резистентність
Вегетативні форми нестійкі в зовнішньому середовищі, а цисти можуть тривалий час зберігати життєздатність.

## Патогенез та захворювання у людини
Детальніші відомості з цієї теми ви можете знайти в статті Лямбліоз.
Захворювання виникає, коли цисти паразита потрапляють до організму людини. У верхніх відділах тонкої кишки цисти розчиняються та вегетативна клітина починає розмножуватись. За лямбліозу фориуються дуоденіт, ентероколіт, диспепсичні розлади (нудота, печія), зниження апетиту, астенізація.

## Діагностика
Фекалії та дуоденальний вміст хворого досліджують методом мікроскопії. Лямблій визначають у нативних та оброблених розчином Люголя препаратах.

## Лікування
Найбільш ефективним методом лікування лямбліозу є метронідазол і фуразолідон. Метронідазол призначають по 0,25 г 3 рази на день протягом 7 днів. Ефективним є тинідазол по 0,15 г 2 рази на день протягом 7 днів. Фуразолідон приймають по 0,1 г 4 рази на добу протягом 5 днів.